# Platycheirus clarkei
Platycheirus clarkei là một loài ruồi trong họ Ruồi giả ong (Syrphidae). Loài này được Miller mô tả khoa học đầu tiên năm 1921. Platycheirus clarkei phân bố ở miền Australasia